# Poręba (Minoga)
Poręba – część wsi Minoga w Polsce, położona w województwie małopolskim, w powiecie krakowskim, w gminie Skała.
W latach 1975–1998 Poręba administracyjnie należała do województwa krakowskiego.